# روبرت آلمر
روبرت آلمر (آلمانی: Robert Almer؛ زادهٔ ۲۰ مارس ۱۹۸۴) بازیکن فوتبال اهل اتریش است که به عنوان دروازه‌بان بازی می‌کند.

## باشگاهی
از باشگاه‌هایی که در آن بازی کرده‌است می‌توان به باشگاه فوتبال اشتورم گراتس، باشگاه فوتبال آستریا وین، باشگاه فوتبال فورتونا دوسلدورف، باشگاه فوتبال فورتونا دوسلدورف، انرژی کوتبوس، هانوفر ۹۶، باشگاه فوتبال آستریا وین و باشگاه فوتبال آستریا وین اشاره کرد.

## تیم ملی
وی همچنین در تیم ملی فوتبال اتریش بازی کرده است.